# Fan-Gebirge
Das Fan-Gebirge (tadschikisch Кӯҳҳои Фон) ist ein Hochgebirge in Zentralasien. Der Gebirgszug gehört zum westlichen Pamir-Gebirge und befindet sich zum größten Teil in der tadschikischen Provinz Sughd.

## Geographie
Das Gebirge wird im Norden durch das Tal des Flusses Serafschan begrenzt, im Süden vom Hissargebirge. An der westlichen Grenze befinden sich die „Haft Kul“ (Sieben Seen). Einen Teil der Ostgrenze stellt der Fandarja dar, ein linker Nebenfluss des Serafschan. Im östlichen Teil des Gebirges befindet sich außerdem der Moränensee Iskanderkul.
Erschlossen ist der Gebirgszug aus südöstlicher Richtung über die Straße zum Iskanderkul. Die Erschließung aus nordwestlicher Richtung läuft über die Stadt Pandschakent.

## Berge
Der höchste Berg  der Gebirgskette, der Tschimtarga, ist 5489 m hoch. Er stellt gleichzeitig die höchste Erhebung der übergeordneten Serafschankette dar, einem Teilgebirge im äußersten Südwesten des Tian-Shan-Gebirgssystems.
Weitere Gipfel über 5000 m sind: Bodkhona (5138 m), Mirali (5132 m), Energia (5120 m), Zamok (5070 m) und Chapdara (5050 m).